# Комбинат за малограмажни хартии „Белово“
Комбинатът за малограмажни хартии „Белово“ (КМХ „Белово“) е предприятие за производство на хартия и хартиени изделия в Белово.
В комбината се произвеждат хартии за писане и печат, обикновени и тънки амбалажни хартии, санитарно-хигиенни изделия – тоалетна хартия, салфетки, носни кърпи, медицинска вата, дамски превръзки, кърпи за лице.

## История
През 1900 г. е създадена Първа българска фабрика за мукава и хартия за опаковане „Книга“ на Хр. Г. Бъчеваров. През 1912 г. е с основен капитал 300 000 лева и 20 – 50 работници. Работилницата е продадена през 1928 г. на „Самуе Патак“ АД, което се занимава от 1886 г. с производство и търговия на книговезки изделия. Предприятието е реконструирано и мощността му е увеличена. Тогава започва производството на по-фини хартии и на едностранно гладка хартия. В този период годишното производство варира между 300 и 3500 тона.
През 1947 г. е национализирано. Тогава е разширено и преобразувано в завод. От 1969 г. е Комбинат за малограмажни хартии „Димитър Благоев“. Годишното му производство възлиза на 30 000 тона. Работи се със сулфитно и сулфатно избелени и неизбелени целулози и други суровини при непрекъснат производствен процес.
През 1992 г. е преобразуван в държавно акционерно дружество, а през 1997 г. 58% от капитала е закупен от гръцката фирма „Зеритис Груп“.